# Fault Pass
Der Fault Pass ist ein vereister Passweg im Norden des Grahamlands auf der Antarktischen Halbinsel. Auf der Trinity-Halbinsel verläuft er zwischen Mount Flora und The Pyramid. Er führt südlich der Hope Bay vom Gletschergebiet am Nobby-Nunatak im Osten zum Kenney-Gletscher im Westen.
Polnische Wissenschaftler benannten ihn 1999 so, da der Pass entlang einer Verwerfung (englisch fault) liegt.